# The Bread and Puppet Theatre
The Bread and Puppet Theatre (często zwany Bread & Puppet) – radykalny politycznie (lewicowy, kontrkulturowy) teatr lalek, założony i kierowany przez Petera Schumanna w 1961 roku. Siedzibą teatru jest Glover w stanie Vermont w USA. 

## Historia
Teatr został założony w 1961 roku w Nowym Jorku. W 1970 przeprowadził się na farmę Cate Farm w Vermont, gdzie w latach 1970-1974 opiekę nad artystami sprawowało Goddard College w Plainfield. Do roku 1974 zespół funkcjonował jako komuna. W połowie lat 70. teatr przeniósł się na farmę w Glover, gdzie funkcjonuje do dziś. Farma stała się domem artystów, miejscem przedstawień (zarówno wystawianych w zamkniętej przestrzeni jak i plenerowych). W Glover przy teatrze powstało również wydawnictwo i obszerne muzeum upamiętniające ponad cztery dekady pracy zespołu. Bread & Puppet Theatre otrzymał państwowe dotacje National Endowment for the Arts oraz liczne nagrody od organizacji, np.: Puppeteers of America.
Do 1998 roku Bread & Puppet organizował doroczne widowisko pod nazwą Our Domestic Resurrection Circus, wewnątrz i wokół naturalnego amfiteatru na swoim terenie. W latach 90. festiwal bardzo się rozrósł, przyciągając tłumy dziesiątek tysięcy ludzi obozujących na ziemiach sąsiednich farmerów przez festiwalowy weekend. Święto stało się z czasem zbyt duże, niekontrolowane i coraz mniej i mniej zgodne z założeniami teatru. W 1998 roku  przypadkowo podczas nocnej bójki zginął jeden z biwakujących. W konsekwencji Peter Schumann zrezygnował z dalszego organizowania festiwalu. Od tamtego czasu odbywają się jedynie mniejsze weekendowe przedstawienia przez całe lato, teatr podróżuje po stanach Nowy Jork i Nowa Anglia oraz od czasu do czasu rusza w trasy po USA i zagraniczne. W Nowym Jorku Bread & Puppet raz do roku w okresie wakacyjnym daje przedstawienie w Theater for the New City.
W 2000 roku ochotnicy z Bread & Puppet, organizujący paradę lalek przeciw karze śmierci podczas obrad Republican National Convention w Filadelfii zostali niesłusznie aresztowani pod zarzutem planowania działań terrorystycznych. Oskarżenia wycofano, lecz sprawa aresztowania lalkarzy nabrała rozgłosu.

Było tam kilku naszych ludzi, pracowali przy budowie lalek. Policja weszła do pracowni... aresztowali ludzi, i zabrali lalki. Wyszło więc na to, że lalki to przestępcy.

## Idea
Nazwa teatru (w tłumaczeniu „teatr lalki i chleba”) wywodzi się od zwyczaju dzielenia się z widzami i gośćmi teatru świeżym chlebem (z sosem aioli, przyrządzanym z oliwek i czosnku) własnego wypieku na znak, że sztuka powinna być tak powszednia dla życia jak chleb, oraz jako symbol tworzenia wspólnoty. Można szukać w tym geście echa rzymskiej frazy „chleba i igrzysk” (łac. panem et circenses) lub robotniczego sloganu „chleba i róż”, jednak sami twórcy teatru nie odwołują się bezpośrednio do tych skojarzeń. Nadrzędnym celem teatru jest rozbudzenie w widzu wrażliwości, pokazanie, czym jest dobro i zło, zwłaszcza to obecne w życiu politycznym. Teatr kładzie duży nacisk na edukacje i popularyzację sztuki. Artyści wyrażając poglądy pacyfistyczne stanowczo sprzeciwiali się wojnie wietnamskiej, a olbrzymie lalki stworzone przez Schumanna stały się stałym elementem wyposażenia wielu pacyfistycznych demonstracji. Tendencje lewicowe znalazły wyraz m.in. w poparciu dla Sandinistycznego Frontu Wyzwolenia Narodowego Daniela Ortegi, gdy junta w 1979 roku przejęła władzę w Nikaragui. Teatr krytykuje dyskryminację rasową, niszczenie środowiska naturalnego, przymusową służbę wojskową, globalizm. Spektakle przyjmują charakter moralitetów – pełne są prostej symboliki, archetypów i odwołują się do Biblii, mitów oraz baśni.

## Lalki

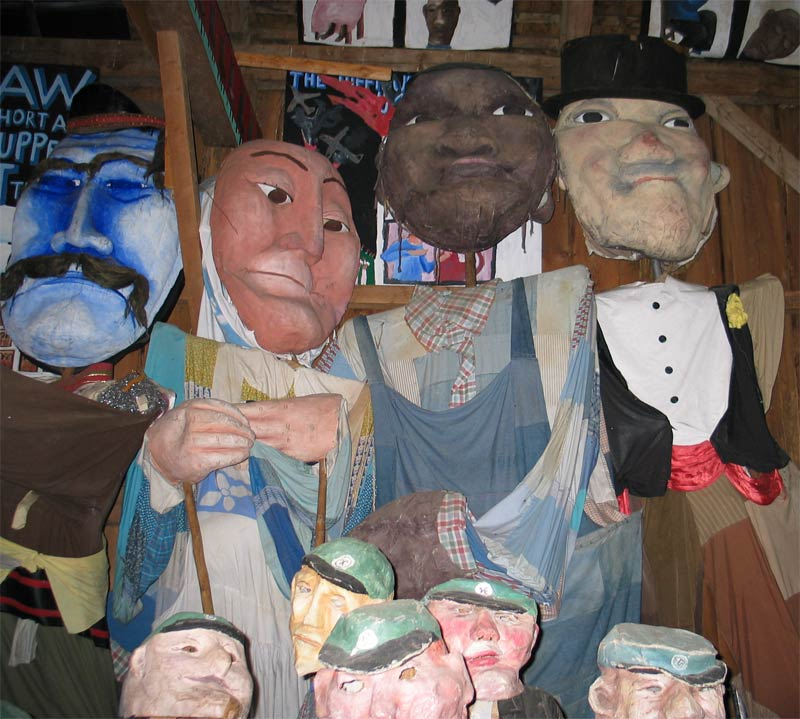
Lalki w Bread & Puppet Museum w Glover

Lalki biorące udział w spektaklach mają rozmiary od kilkunastu centymetrów do 5,5 metra wysokości. Równie często aktorzy podczas przedstawień używają masek. Lalki różnego typu i maski są zwykle projektowane przez samego Schumanna i powstają zgodnie z filozofią taniej sztuki (Cheap Art Philosophy) z najtańszych tworzyw i odpadków. Każda z nich uosabia konkretną postawę lub cechę ludzką. Razem tworzą zespół stale pojawiających się w różnych przedstawieniach postaci. Do najbardziej znanych należą: Uncle Fatso - karykatura wuja Sama, symbolizuje zachłanne instytucje, chciwość i wyzysk; Gray Ladies (Szare Panie) - macierzyństwo, miłość, ale też troska, cierpienie; Śmieciarze i Praczki - milcząca masa, społeczeństwo; Żołnierz o głowie stopionej z hełmem - brutalna siła, przemoc, Biały Koń - wolność.

## Spektakle
Teatr tworzy spektakle o różnym formacie. Są wśród nich etiudy, widowiska plenerowe, a także wielkie epickie widowiska.
Etiudy, przeznaczone do grania we wnętrzach, charakteryzują się poetyckością, oddziałują poprzez ruch, kolor, dźwięk. Należą do nich m.in.: Fire (1962, 1966-68), Gray Lady Cantatas nr 1, nr 2, nr 3, The Dead Man Rises (1967), The Birdcatcher In Hell ( (1964-65), Joan of Arc ((1977), Wenus (1980), Goya (1980, wariacje na temat Okropności wojny Goi). Do niewielkich form dramatycznych można też zaliczyć narracyjne scenki uliczne z prostym przesłaniem, np.: Revange of the Law (1971), Hallelujah (1972), Pożegnanie z matką (1972).
Do większych form należą realizacje uliczne, przygotowywane na marsze i demonstracje, a także specjalnie przygotowywane spektakle dla dzieci, w tym: Chicken Little (1966), The Story of One who Set Out to Study Fear (1981), The Difficult Life of Uncle Fatso (1970), liczne wersje Crucifixion, coroczne szopki i widowiska pasyjne.
Syntezą i rozbudową obu powyższych form są wielkie epickie widowiska, niektóre w formie przeznaczone dla kilkutysięcznej widowni. Aktorom towarzyszy orkiestra, a muzyka staje się jednym z głównych elementów przedstawienia. Często pomniejsze sztuki przygotowane przez teatr stają się częścią składową wielkich widowisk. Łączy się w nich tematyka biblijna i współczesna (polityczna), a głównym ich motywem jest walka dobra ze złem. Do takich projektów można zaliczyć:
- 1969 Wołanie ludu o mięso
- 1970 Our Domestic Resurection Circus – łączy opowieść o ukrzyżowaniu Chrystusa z historią społeczną Ameryki;
- 1975 A Monument for Ishi – mówi o zagładzie Indian, widowisko powstało jako sprzeciw wobec oficjalnych obchodów 200-lecia istnienia Stanów Zjednoczonych;
- 1976 White Horse Butler
- 1977 Masaniello
- 1978 Volkenstein
- 1980 The Story of Bread
- 1981 Voyzeck Karla Georga Buchnera – pierwsza dokonana przez teatr inscenizacja dzieła literackiego

### Wołanie ludu o mięso (1969)
Ta sztuka zapewniła The Bread and Puppet Theatre rozgłos po pokazie na festiwalu w Nancy. Widowisko oparte jest na schemacie misterium, wykorzystuje oś fabularną Biblii, na scenie pojawiają się aktorzy w maskach i lalki od kilku centymetrów do kilku metrów wzrostu. Rozwój akcji jako narrator komentuje sam Schumann. Prolog sztuki nawiązuje do mitologii greckiej. Z lubieżnego uścisku Uranosa i Matki Ziemi (w tych rolach pięciometrowe lalki wuja Sama i brzydkiej gospodyni domowej) rodzi się Chronos (dwumetrowa lala) i w atmosferze zabawy i karnawału, przy akompaniamencie wesołej muzyki zabija ojca. Część I przedstawia zawiera znane wątki ze Starego Testamentu, część II – z Nowego. Widzowie są świadkami scen biblijnych: stworzenia pierwszych ludzi (wyłaniają się w kokonach z folii z kłębowiska potworów ziemi), wygnanie Adama i Ewy z raju. Kain, zmuszając zwierzęta do uległości i czyniąc je swoim mięsem, popełnia pierwszy mord i w świat wkrada się zło. Genealogia Józefa i Maryi pokazana jest jako pochód aktorów i lalek (od najmniejszej, parocentymetrowej, do aktora, który zmienia co chwila maski). Schumann pokazuje narodziny Chrystusa, pokłon Trzech Króli (tu jedna lalka o trzech głowach), gniew Heroda (pojawia się lalka Żołnierza – symbolu ponadczasowego zła, słychać opowieść Wietnamki, której mąż zginął w bombardowaniu, nadlatuje samolot w kształcie ptaka o rybiej głowie i przygniata ukrywające się bezbronne kobiety). Dalej następują cuda dokonane przez Jezusa, jego nauki, w Ostatniej Wieczerzy biorą udział zarówno aktorzy jak i widzowie, dzieląc się wspólnie chlebem. Chrystus zostaje ukrzyżowany, a ptak- samolot teraz staje się krzyżem, na którym wisi Odkupiciel. Następuje wyciemnienie, jedynie w świetle latarek można oglądać zdejmowanie ciała z krzyża. Gdy światło powraca widać smoka, którego paszczy wystaje głowa Chrystusa. Smok zostaje wciągnięty na linach pod sufit, co ma oznaczać Wniebowstąpienie.

## Bread & Puppet na świecie
Teatr występował też na starym kontynencie. W latach 70. systematycznie pojawiał się na różnych festiwalach, w tym na Festiwalu Teatralnym w Nancy, BITEF-ie w Belgradzie, Dubrowniku, Adelaide i innych.
W Polsce Bread & Puppet występował w latach: 
- 1969 (Wołanie ludu o mięso, Pożegnanie z matką, Wielki wojownik),
- 1972 (Gray Lady Cantatas, Christmas Story, Mississippi, Birdcatcher in Hell),
- 1976 (Our Domestic Resurection Circus),
- 1984 (Diagonal Man - Theory and Practise),
- 1987 (Życie i śmierć strażaka)[4],
- 1992[5].